# Thân vương Kitashirakawa Yoshihisa
Thân vương Kitashirakawa Yoshihisa (北白川宮能久親王 Bắc Bạch Xuyên cung Năng Cửu Thân vương, Kitashirakawa-no-miya Yoshihisa-shinnō) là người đứng đầu thứ hai của một nhánh phụ thuộc hoàng tộc Nhật Bản. Ông từng được thờ tại đền Thần xã Đài Nam ở Đài Loan, dưới danh hiệu  Kitashirakawa no Miya Yoshihisa-shinnō no Mikoto với tư cách là vị thần chính và duy nhất. 

## Tiểu sử

### Thân thế
Thân vương Kitashirakawa Yoshihisa là con trai thứ chín của Thân vương Fushimi Kuniie (1802–1875) với vợ là Horiuchi Nobuko. Ông xuất gia với danh hiệu Rinnoji-no-miya và giữ chức trụ trì chùa Kan'ei-ji ở Edo.

### Thời Bakumatsu
Trong thời kỳ bất ổn của cuộc chiến tranh Boshin nhằm lật đổ Mạc phủ Tokugawa, Thân vương Yoshihisa đã chạy trốn lên phía bắc cùng với phe cánh thân Tokugawa sau khi liên minh Satsuma–Chōshū chiếm được thành Edo, Ông được chư phiên cựu Mạc phủ tôn làm lãnh đạo trên danh nghĩa của "Liên minh phương Bắc" (Ōuetsu Reppan Dōmei). Liên minh tồn tại trong thời gian ngắn này bao gồm gần như tất cả các phiên ở miền bắc Nhật Bản, dưới sự lãnh đạo của Date Yoshikuni thuộc phiên Sendai. Hiện còn lưu giữ được nguồn tài liệu gọi Thân vương Yoshihisa là "Thiên hoàng Tōbu" (Đông Vũ Thiên hoàng (東武天皇 Tōbu-tennō) hay Đông Vũ Hoàng đế (東武皇帝 Tōbu-kōtei)), và ghi rõ những người đảm nhận các chức vụ chính yếu trong một triều đình phương Bắc mới. Tuy nhiên, giới sử học vẫn còn chia rẽ về việc liệu Thân vương Yoshihisa có thực sự được tôn xưng là hoàng đế hay không. Tùy theo từng nguồn tài liệu, niên hiệu (nengō) mà ông dự định sử dụng được cho là Taisei (大政, Đại Chính) hoặc Enju (延寿, Diên Thọ).
Sau Minh Trị Duy Tân, vào năm 1873, Thiên hoàng Minh Trị đã triệu hồi tất cả các thân vương hoàng tộc đang xuất gia tu hành trong các chùa Phật giáo phải hoàn tục. Cùng năm đó, Thân vương Yoshihisa kế vị hoàng đệ là Thân vương Kitashirakawa Kasunari để trở thành người đứng đầu thứ hai của tân hoàng tộc nhánh Kitashirakawa-no-miya.

### Hôn nhân và gia đình
Ngày 10 tháng 7 năm 1886, Thân vương Kitashirakawa Yoshihisa kết hôn với Shimazu Tomiko (1 tháng 10 năm 1862 – 20 tháng 3 năm 1936), con gái nuôi của cựu phiên chủ Shimazu Hisamitsu thuộc phiên Satsuma. Cả hai sinh được một người con: 
- Thân vương Kitashirakawa Naruhisa (18 tháng 4 năm 1887 – 2 tháng 4 năm 1923)[1]

Ngoài ra, Thân vương Yoshihisa có năm người con trai và năm người con gái với nhiều phi tần khác nhau, theo thông lệ chung vào thời đó:
- Thân vương Tsunehisa Takeda (22 tháng 9 năm 1882 – 23 tháng 4 năm 1919)
- Thân vương Nobuhisa (28 tháng 8 năm 1885 – 28 tháng 6 năm 1886)
- Nữ Bá tước Kanroji Mitsuko (19 tháng 10 năm 1885 – 16 tháng 7 năm 1975)
- Bá tước Futara Yoshiaki (26 tháng 10 năm 1886 – 18 tháng 4 năm 1909)
- Nữ Bá tước Arima Sadako (6 tháng 8 năm 1887 – 16 tháng 8 năm 1964)
- Hầu tước Komatsu Teruhisa (2 tháng 8 năm 1888 – 5 tháng 11 năm 1970)
- Tử tước Hoshina Takeko (28 tháng 3 năm 1890 – 18 tháng 3 năm 1977)
- Bá tước Ueno Masao (16 tháng 7 năm 1890 – 16 tháng 2 năm 1965)
- Công nương Kotoko (20 tháng 12 năm 1891 – 22 tháng 1 năm 1892)
- Nữ Bá tước Futara Hiroko (28 tháng 5 năm 1895 – 7 tháng 3 năm 1990)

### Binh nghiệp

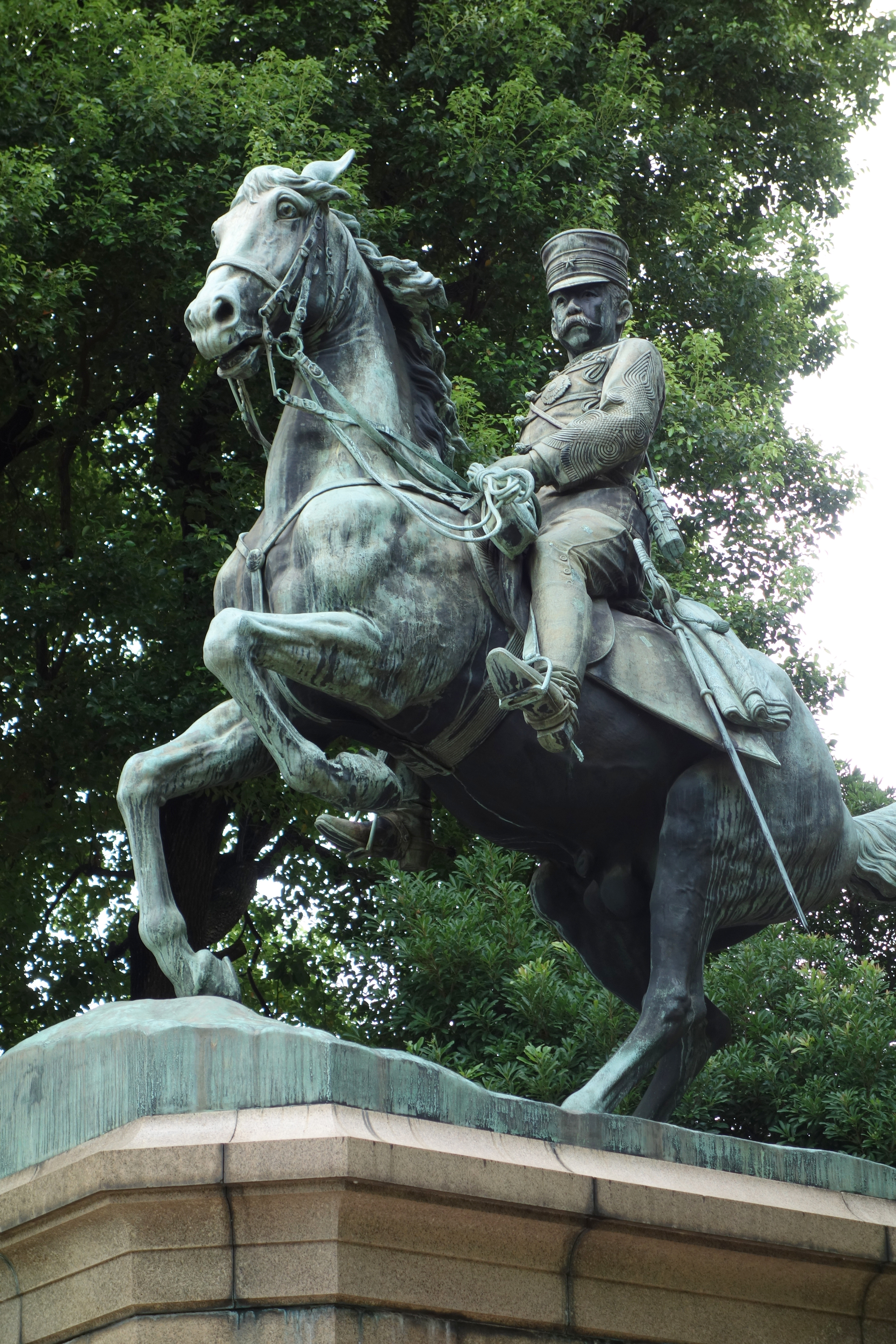
Tượng đài cưỡi ngựa của Thân vương Kitashirakawa tại Công viên Kitanomaru, nằm ở phía bắc Hoàng cung Tokyo.

Thân vương Kitashirakawa Yoshihisa trở thành quân nhân chuyên nghiệp và được gửi sang Đức tập huấn quân sự. Khi trở về nước vào năm 1887, ông được phong hàm thiếu tướng trong Lục quân Đế quốc Nhật Bản. Năm 1893, nhờ cấp bậc trung tướng, ông được giao chỉ huy Sư đoàn 4. Sau khi Chiến tranh Thanh – Nhật bùng nổ vào năm 1894–1895, ông được chuyển sang Sư đoàn 1 tinh nhuệ và tham gia cuộc xâm lược Đài Loan. Chính trong thời gian này mà ông mắc bệnh sốt rét và qua đời bên ngoài thành phố Đài Nam (dù có tin đồn rằng ông bị những toán quân du kích Đài Loan giết chết trên chiến trường). Thân vương Kitashirakawa Yoshihisa vì vậy là thành viên Hoàng tộc đầu tiên được biết đến đã qua đời bên ngoài Nhật Bản, và cũng là người đầu tiên (trong thời hiện đại) tử trận trong chiến tranh. Theo Thần đạo Quốc gia, ông được tôn làm thần (kami), và được thờ phụng tại hầu hết các đền Thần đạo được xây dựng ở Đài Loan dưới thời Nhật thuộc, cũng như tại đền Yasukuni.

## Vinh danh

### Trong nước
- Huân chương Mặt trời mọc hạng nhất Đại thập tự, 31 tháng 12 năm 1875
- Huân chương Hoa cúc Tối cao hạng nhất, 29 tháng 12 năm 1886
- Vòng cổ của Huân chương Hoa cúc, 1 tháng 11 năm 1895; truy tặng sau khi qua đời
- Huân chương Diều hâu vàng, hạng ba, 1 tháng 11 năm 1895; truy tặng sau khi qua đời

### Nước ngoài
- Đế quốc Đức:
  -  Vương quốc Phổ: 
    - Hiệp sĩ Huân chương Vương miện Phổ, hạng Nhất, 9 tháng 6 năm 1881
    - Đại huân chương Đại bàng Đỏ, 2 tháng 12 năm 1889

  -  Mecklenburg: 
    - Đại huân chương Griffon, 10 tháng 2 năm 1885
    - Đại huân chương Vương miện Wendish có Vương miện bằng Quặng, 24 tháng 4 năm 1895
- Vương quốc Hawaii: Hiệp sĩ Đại huân chương Kamehameha I, 27 tháng 3 năm 1883
- Đế quốc Nga: Huân chương Thánh Alexander Nevsky, 11 tháng 4 năm 1892
- Áo-Hung: Hiệp sĩ Đại huân chương Leopold, 21 tháng 8 năm 1893

## Hình ảnh

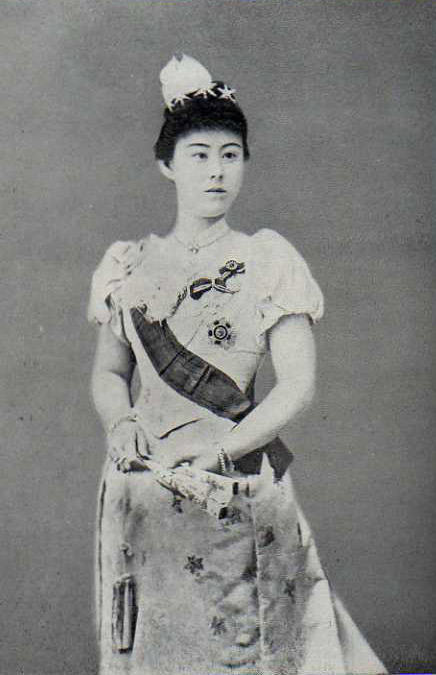
Nữ Thân vương Kitashirakawa Tomiko
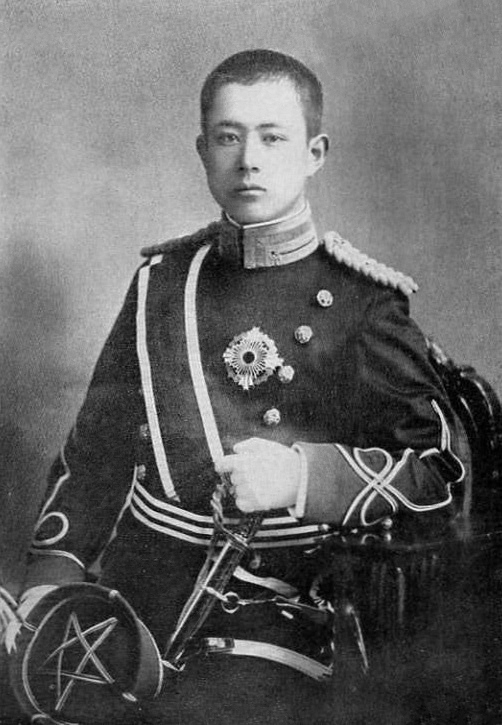
Thân vương Kitashirakawa Naruhisa, người thừa kế